# الحرب الصغيرة (كوبا)
الحرب الصغيرة (بالإسبانية: Guerra Chiquita)‏ كانت الثانية من بين ثلاثة صراعات بين المتمردين الكوبيين وإسبانيا. بدأت الحرب في 26 أغسطس 1879 وانتهت عقب بعض النجاحات الطفيفة بهزيمة المتمردين في سبتمبر 1880. لقد أعقبت حرب السنوات العشر من العام 1868 حتى العام 1878 وسبقت الحرب الأخيرة في الأعوام 1895–1898، والتي نتج عنها التدخل الأمريكي والاستقلال الكوبي.

## الأصول

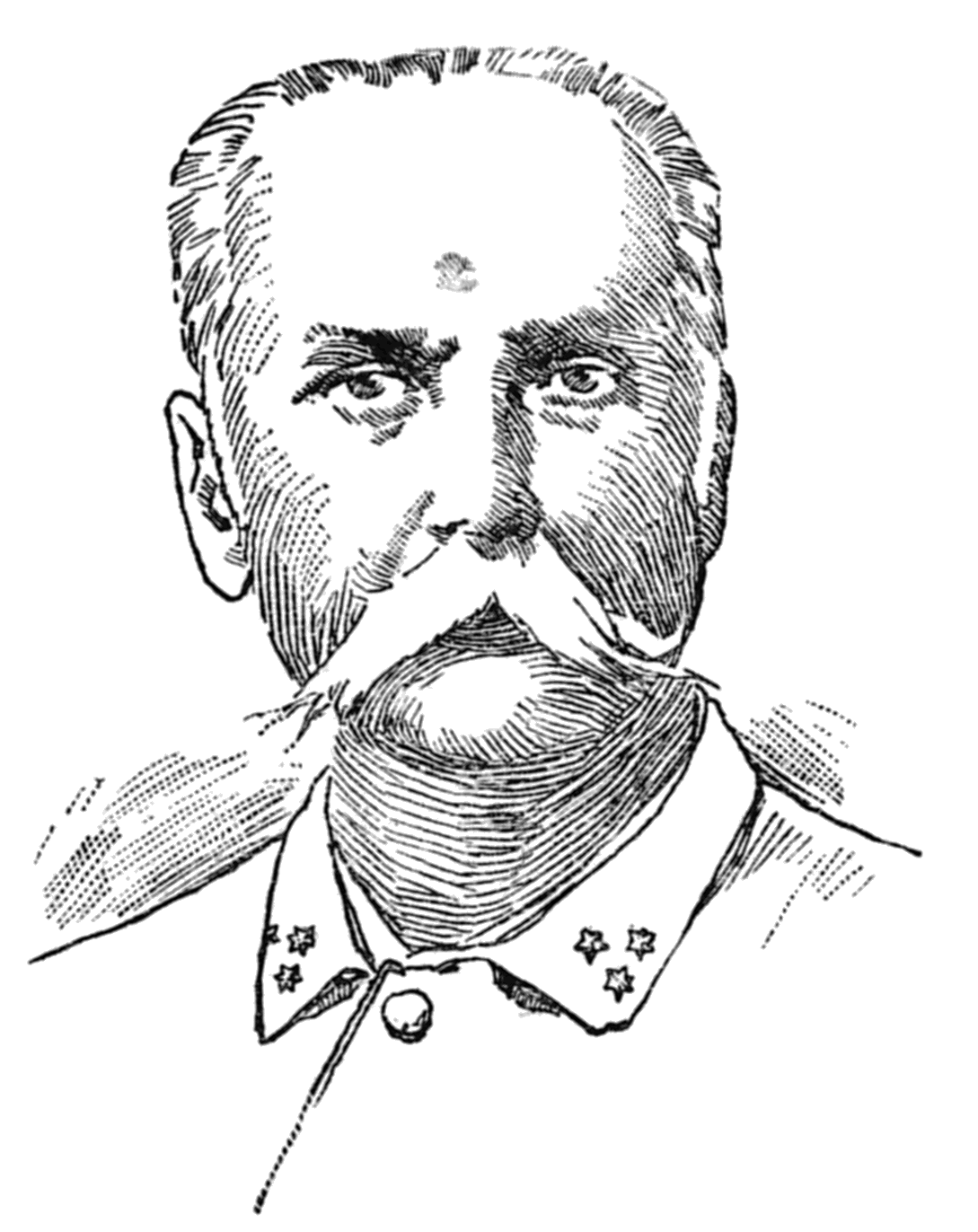
كاليكستو غارسيا.

كانت للحرب نفس أصول حرب السنوات العشر، وكانت من نواحٍ عديدة استمرارًا لها. سافر كاليكستو غارسيا عقب إطلاق سراحه بعد ميثاق زانجون إلى مدينة نيويورك ونظم اللجنة الثورية الكوبية مع ثوار آخرين. وفي عام 1878، أصدر بيانًا ضد الحكم الإسباني لكوبا. قوبل هذا بموافقة القادة الثوريين الآخرين، وبدأت الحرب في 26 أغسطس 1879.

## الحرب
قاد الثورة كاليكستو غارسيا، الذي كان أحد القادة الثوريين القلائل الذين لم يوقعوا على ميثاق زانجون. من بين القادة البارزين الآخرين خوسيه ماسيو (شقيق أنطونيو ماسيو)، وغييرمو مونكادا، وإميليو نونيز. واجه الثوار العديد من المشاكل التي كان من الصعب التغلب عليها حيث كانوا يفتقرون إلى قادة ذوي خبرة غير غارسيا، وكان لديهم نقص حاد في الأسلحة والذخيرة. علاوة على ذلك، لم يكن لديهم حلفاء أجانب لمساعدتهم، وكان السكان مرهقين من حرب السنوات العشر ويفتقرون إلى الثقة في إمكانية النصر، ويريدون السلام بدلًا من ذلك. في غرب الجزيرة، تم اعتقال معظم قادة الثورة. أُجبر باقي القادة على الاستسلام طوال عامي 1879 و1880، وبحلول سبتمبر 1880، كان المتمردون قد هُزموا تمامًا.

## العواقب
رغم أن الإسبان قدموا وعودًا بالإصلاح، إلا أنها كانت غير فعالة. تم تطبيق الدستور الإسباني لعام 1876 على كوبا في عام 1881، لكن هذا لم يتغير قليلًا. ومع أن كوبا كانت قادرة على إرسال ممثلين إلى البرلمان الإسباني، إلا أن النواب كانوا من بين أكثر النواب تحفظًا في كوبا، وبالتالي لم يتغير شيء يذكر.
أدى عدم وجود أي إصلاح حقيقي إلى انتفاضة أخرى بعد 15 عامًا هي حرب الاستقلال الكوبية، والتي عُرفت باسم حرب عام 95. كانت الخبرة التي اكتسبها الجنرالات الثوريون في الحرب الصغيرة بمثابة مساعدة كبيرة لهم، وبعد حرب عام 95 والحرب الأمريكية الإسبانية المرتبطة بها، حصلت كوبا على استقلالها عن إسبانيا.